# Birgit Freller
Birgit Freller (* 17. Mai 1985 in Schwabach) ist eine deutsche Reporterin und Fernsehjournalistin.

## Leben und Wirken
Birgit Freller ist die Tochter des bayerischen Landtagsvizepräsidenten Karl Freller. Sie besuchte in Schwabach die Schule und studierte dann „Multimedia und Kommunikation“ an der Hochschule Ansbach. Ihre Diplomarbeit porträtierte in Kurzfilmen die Preisträger des Bayerischen Kunstförderpreises 2008. Seit 2004 arbeitet sie für und bei diversen Fernsehsendern und Produktionsfirmen sowie für verschiedene Printmedien, u. a. BR, RTL, Sat.1, ProSieben, RTL II, Sixx und Kabel eins.
Als Reporterin stand sie v. a. für Galileo, Galileo Big Pictures, Akte und taff vor der Kamera und produzierte und entwickelte als Redakteurin und Producerin diverse TV-Formate und Reportagen. Bekannt wurde sie vor allem durch ihre 3-teilige Produktion „Tour de Tourette“ für das Sat.1-Magazin Akte, bei der sie drei am Tourette-Syndrom erkrankten Mädchen eine Reise nach Amsterdam ermöglichte.
2019 wurde ein von ihr produzierter Wahlwerbespot mit dem deutschen Politikaward 2018 ausgezeichnet.
Von 2004 bis 2017 war Freller zudem als Galeristin und Malerin künstlerisch mit ihrer eigenen Galerie „Sunny Art – Galerie und Atelier“ tätig.
Aktuell arbeitet sie als Chefin vom Dienst beim Sat.1-Magazin Akte.
Freller ist seit 2010 verheiratet und lebt in München.